# 강형호
강형호(1988년 3월 8일 ~ )는 포레스텔라의 멤버이자 대한민국의 성악가이다. 이전에는 화학공학자였으며 아마추어 가수로서 팬텀싱어 2에 참여한 이후 명성을 얻었다.

## 생애
부산광역시 출신이다. 어린 시절부터 음악가를 바랐으나 부모님이 반대했다. 대신에 군 복무를 마치고 부산대학교에 입학하여 화학공학을 전공했다. 대학교를 졸업한 이후에는 롯데이네오스화학에서 연구 개발 부서에 근무했고 최소 1개 이상의 화학 특허를 공동 발표했다. 또한 여러 연구 논문을 공동 저술하기도 했다.

## 디스코그래피

### EP
- ID: PITTA

### 싱글
- Universe
- Dandelion
- The Nation
- 해무